# Igreja de Santa Leocádia (Toledo)
A Igreja de Santa Leocádia é um templo católico localizado na cidade espanhola de Toledo.   

## Tradição e história
A tradição toledana sustenta que o imóvel estaria edificado sobre o solar da casa onde nasceu a santa Leocádia de Toledo, à qual pertenceria uma pequena habitação subterrânea, onde se afirma que se fazia oração. Esta gruta corresponde à cripta situada junto ao pilar direito do presbitério, e cobre-se com uma abóboda em cruzaria em gesso, que pode ser datado da primeira metade do século XVI. Na torre e na fachada da igreja conservam-se, embutidos, alguns fragmentos de relevos de estilo visigótico.
A paróquia aparece citada em documentos a partir de meados do século XII, com a denominação de «Santa Leocadia de dentro de Toledo», para diferenciar de outra igreja, com o mesmo nome, «junto ao alcázar», edificada no lugar onde a santa esteve em prisão, e da basílica extramuros, «de fora», atual ermita do Cristo da Vega, onde foi enterrada. Tanto a atual igreja, como a torre respondem, em suas partes mais antigas, ao modelo mudejár toledano de fins do século XIII, o que leva a pensar que existiu outra construção anterior, da que não têm ficado restos. Unicamente, há referências para pensar que a disposição primitiva era a de um edifício isolado, separado do convento de Santo Domingo o Antigo por uma rua que foi suprimida, na época de Afonso X, ao ampliar esse convento.

## Descrição
A parte melhor conservada da construção mudéjar é a torre, anexado ao ábside do evangelho; o que vem a confirmar que se levantou ao mesmo tempo que a igreja. Mantém esse ar de minarete muçulmano, que caracteriza às torres toledanas: Corpo baixo fechado, com aparelho de caixas de mampostería entre fiadas de tijolo. Para iluminação da escada interior, abrem-se estreitas janelas, quase brechas, onde o habitual arco lobulado cobre uma arquillo mixtilíneo, em gesso. Como arremate, um friso de arcos cegos lobulados, cuja chave se fecha num círculo que enlaça com o alfiz, forma derivada da decoração taifa. Em cima, o corpo de sinos, com o consabido duplo vão de ferradura apontada, e o alero sobre tijolos em saledizo, transposição dos modilhões de rolo califas. A estrutura é a normal, de planta quadrada, com altar central, em torno do qual se desenvolve a escada.
Pelo contrário a igreja conserva escassos restos da época mudéjar. A planta consta de três naves, com três ábsides na cabeceira, e carece de cruzeiro saliente.
Dos ábsides só se conserva o muro exterior do correspondente ao evangelho que, dentro da tradicional sobreposição de arcos dobrados, repete as mesmas combinações de Santiago do Arrabal. Os outros dois ábsides têm desaparecido em consequência de remodelagens posteriores.
Na restauração de 1966, ao suprimir um pórtico adosado ao muro sul, que servia primeiramente ao templo, se encontraram restos da antiga capa, que seguiam o modelo da de Santiago do Arrabal.
As reformas, que terminaram por desfigurar a primitiva igreja mudéjar, se iniciaram em 1569, com a reconstrução do ábside da epístola, atual capela da Virgem da Saúde, segundo traça de Nicolás de Vergara «o Velho». A planta semicircular transformou-se em quadrada para apoio da cúpula, de acordo com o gosto renascentista.
Em 1594, ainda que mantendo, neste caso, o contorno exterior mudéjar, se remodela também o ábside do evangelho, que se converte em capela privada, baixo a advocación de Santa Inés. Em 1610, é possível que fosse quando se construísse na capela a linterna; pois é contemporânea da reforma das naves que então, dirigiria Monegro, a quem pudesse se atribuir a traça.
A reforma que Monegro ia realizar no presbitério implicava o desaparecimento do ábside mudéjar, já que consistia em levantar uma nova capela, da ordem dos corintos, com pilastras enfeitadas com gesso e abóbada de canhão com lustres; e, ainda que a abóbada de tijolo, fosse feita por embaixo da que então existia, destruiria o velho arco primeiramente à cabeceira, ficando a capela de plano fundo, e não semicircular, com a antiga. Em 1800 sofreu uma nova remodelagem ao gosto neoclássico.
A segunda atuação de Monegro afetou ao corpo da igreja, consertando-se o telhado de madeira e substituindo-se os velhos pilares por colunas dóricas. Nos anos imediatos incorporaram-se molduras de gesso e foram modificados os arcos com meio ponto. Possivelmente, a obra completou-se com uma falsa abóbada, a qual se colocou por baixo da armadura de madeira mudéjar, segundo pode se comprovar no alçado atual do edifício e que se confirmam pelos restos de madeira que, ainda hoje, se conservam ocultos abaixo do telhado.